# Lucjan Gawroński
Lucjan Adam Gawroński (ur. 24 grudnia 1896 w Piotrkowie Trybunalskim, zm. 9/11 kwietnia 1940 w Katyniu) – kapitan administracji (piechoty) Wojska Polskiego, działacz niepodległościowy.

## Życiorys
Urodził się w rodzinie Władysława i Anny Stefanii z Martzów. W czasie I wojny światowej (od 22 marca 1915) walczył w szeregach 1. kompanii I batalionu 4 pułku piechoty Legionów Polskich. 31 lipca 1915 został ranny w bitwie pod Jastkowem. 19 września tego roku przebywał w Domu Rekonwalescentów w Kamieńsku.
21 grudnia 1920 został zatwierdzony z dniem 1 kwietnia 1920 w stopniu porucznika, w piechocie, w grupie oficerów byłych Legionów Polskich. 1 czerwca 1921 pełnił służbę w 1 pułku Wojsk Kolejowych, a jego oddziałem macierzystym był 26 pułk piechoty. 3 maja 1922 został zweryfikowany w stopniu kapitana ze starszeństwem z 1 czerwca 1919 roku i 1685. lokatą w korpusie oficerów piechoty (w marcu 1939, w tym samym stopniu i starszeństwie, zajmował 126. lokatę w korpusie oficerów administracji, grupa administracyjna). W dalszym ciągu kontynuował służbę w 26 pp we Lwowie.  W marcu 1930 roku został przeniesiony do KOP. Służył kolejno w batalionach: „Kopyczyńce”, „Wołożyn” i „Podświle”. W tym ostatnim od 18 maja 1934 roku był dowódcą kompanii granicznej „Prozoroki”. W listopadzie 1935 roku został przeniesiony do Powiatowej Komendy Uzupełnień Lublin. W marcu 1939 pełnił służbę w Komendzie Rejonu Uzupełnień Kraków Powiat na stanowisku kierownika I referatu ewidencji.
W czasie kampanii wrześniowej 1939 roku dostał się do sowieckiej niewoli. Przebywał w obozie w Kozielsku. Między 9 a 11 kwietnia 1940 roku został zamordowany przez funkcjonariuszy NKWD w Katyniu (lista wywozowa L.W. 017/2 1940) i tam pogrzebany. W czasie prac ekshumacyjnych w 1943 roku jego zwłoki oznaczono numerem 69. Od 28 lipca 2000 roku spoczywa na Polskim Cmentarzu Wojennym w Katyniu.
5 października 2007 minister obrony narodowej Aleksander Szczygło mianował go pośmiertnie na stopień majora. Awans został ogłoszony 9 listopada 2007, w Warszawie, w trakcie uroczystości „Katyń Pamiętamy – Uczcijmy Pamięć Bohaterów”.
Lucjan Gawroński był żonaty ze Stanisławą z Kuszczaków, z którą miał córki Ewę i Zofię.

## Ordery i odznaczenia
- Krzyż Niepodległości – 6 czerwca 1931 i 17 września 1932 „za pracę w dziele odzyskania niepodległości”[20][21][22][23]
- Krzyż Walecznych[8]
- Srebrny Krzyż Zasługi – 10 listopada 1928[24][8]